# Grzegorz Gajdus
Grzegorz Gajdus (* 16. Januar 1967 in Skórcz) ist ein ehemaliger polnischer Marathonläufer.
1991 wurde er nationaler Meister im 20-km-Straßenlauf, 1992 und 1994 über 10.000 m.
1992 gewann er die Maratona d’Italia. 1993 wurde er Dritter und 1994 Fünfter beim London-Marathon. Bei den Leichtathletik-Europameisterschaften 1994 in Helsinki kam er auf den 17. Platz. Mit einem dritten Platz beim Venedig-Marathon 1995 qualifizierte er sich für die Olympischen Spiele 1996 in Atlanta, bei denen er auf Rang 61 einlief.
1996 siegte er beim Halbmarathonbewerb des Las-Vegas-Marathons. Einem zweiten Platz beim Eindhoven-Marathon folgte 1997 an selber Stelle ein vierter. 1998 wurde er Achter beim Paris-Marathon, Zweiter beim Vienna City Marathon und siegte in Eindhoven. 1999 wurde er Dritter beim Biwa-See-Marathon, wurde in Zagreb Militär-Weltmeister und Fünfter bei der Route du Vin.
2002 wurde er Zweiter in Eindhoven, und 2003 stellte er ebendort als Vierter mit 2:09:23 h den aktuellen polnischen Rekord auf. 2005 gewann er den Warschau-Marathon, 2005 und 2006 den Solidarność-Marathon.
Derzeit betreut er als Trainer beim WKS Grunwald Poznań Monika Drybulska und andere Athleten.

## Persönliche Bestzeiten
- 5000 m: 13:44,97 min, Sopot
- 10.000 m: 28:40,01 min, Saint-Maur-des-Fossés
- 10-km-Straßenlauf: 28:44 min, 19. September 1998, Oleśnica
- Halbmarathon: 1:02:24 h, 26. September 1999, Grevenmacher
- Marathon: 2:09:23 h, 12. Oktober 2003, Eindhoven